# Средње Село (Плетерница)
Средње Село је насељено место у саставу града Плетернице, у Славонији, Република Хрватска.

## Историја
До нове територијалне организације налазило се у саставу бивше велике општине Славонска Пожега.

## Становништво
Насеље је према попису становништва из 2011. године имало 285 становника.
| Националност       | 1991.        |
| Хрвати             | 242 (92,72%) |
| Срби               | 1 (0,38%)    |
| Југословени        | 0            |
| остали и непознато | 18 (6,89%)   |
| Укупно             | 261          |